# Въстание от 3 септември 1843 година
Въстанието от 3 септември 1843 г. (на гръцки : Επανάσταση της 3ης Σεπτεμβρίου) е въстание на гръцката армия в Атина срещу абсолютизма на управляващия крал Отон I Гръцки, подкрепено от широки слоеве от населението. Бунтовниците, водени от ветерани от Гръцката война за независимост, искат да бъде приета конституция и баварските служители, които доминират в правителството, да напуснат страната. Въстанието постига успех, поставяйки началото на конституционна монархия в Гърция.

## Предистория
По време на войната за независимост гръцките бунтовници приемат серия от либерални и прогресивни конституции и избират военни временни правителства. Обаче всички либерални институции са премахнати с установяването на монархията през 1832 г. и началото на управлението на баварския принц Ото. През следващите десет години Ото и неговите регенти съсредоточават в ръцете си цялата власт, което предизвиква вълна от недоволство сред хората, които току-що освободили се от османско иго. Гърците наричат съществуващия режим „баварократия“, подобно на предишни исторически периоди. Най-непопулярното решение на Ото е да наложи използване на немския език в публичната администрация.
Гръцките политици подбуждат хората да сложат край на тази ситуация и да се приеме конституция на Гърция. В същото време те не поставят под въпрос необходимостта от съществуването на монархията и не се стремят да налагат конституцията си на монарха, а искат той сам да я даде. Тези искания са единодушно подкрепени от всички гръцки политически партии: френска, английска и руска.
Икономическите причини за недоволство са не по-малко важни: тежките данъци, постоянни вълнения сред останалите без земя селяни; занаятчийските производители се разоряват масово от вноса на евтини чужди стоки. Настъпва финансова криза и през 1843 г. гръцкото правителство обявява държавен банкрут и иска кредит от Великите сили. Проведена е конференция в Лондон, на която е решено да се помогне на Гърция, но при много строги финансови условия.

## Заговор
Кралят многократно отказва да удовлетвори тези искания и радикалните кръгове организират заговор. Основните действащи лица са Янис Макриянис, Андреас Метаксас, Андре Лутос, Константин Зографос, Михаил Суцос и Ригас Паламидис. Те спечелват на своя страна някои служители, сред които полковник Димитриос Калергис, командир на атинската кавалерия, полковник Скарвелис, командир на атинския гарнизон, и полковник Спиромилис, началник на военната академия. Така заговорниците получават значителна подкрепа от армията. Идеята им е да действат много бързо, за да могат да изправят монарха пред свършен факт. Превратът е планиран за 25 март 1844 г., годишнината от въстанието срещу турците. Не е възможно обаче плановете да бъдат запазени в тайна. Например Янис Макриянис, докато се опитва да вербува нови и нови заговорници, разкрива заговора. В крайна сметка е решено да започне в началото на септември 1843 г., в деня на ратификация на финансовия договор от Лондон, поставящ страната в зависимост от държавите-кредитори.

## Въстание
В нощта на 2 септември 1843 г. става известно, че имената на заговорниците вече са известни на полицията. Къщата на Макриянис е постоянно под наблюдение. Така инициативата поема Калергис, той спешно свиква военните в казармите и ги повежда към кралския дворец, като в същото време дава заповед за освобождаване на затворниците. Капитан Схинас, командир на артилерията в Атина, получава заповед да потуши въстанието, но в крайна сметка сам решава да се присъедини към бунтовниците. Пристигайки в кралския дворец, военните викат „Да живее Конституцията!“
Ото не може да отлага повече, приема исканията на бунтовниците и през март 1844 г. приема конституция; всъщност гръцкият държавен съвет вече я изготвя в очакване на опит за преврат. Крал Ото кани Андреас Метаксас да формира и ръководи правителството на страната и също така го упълномощава да свика Националното събрание, което се провежда на 10 ноември 1844 г. в сградата на Стария парламент (днес Национален исторически музей). От този момент нататък площадът пред тогавашния кралски дворец започва да се нарича площад Синтагма („на Конституцията“).